# フラヌイ大橋
フラヌイ大橋（フラヌイおおはし）は、北海道上川郡美瑛町字二股のカジ行の沢川（美瑛川支流）に架かる北海道道70号芦別美瑛線の橋梁である。

## 概要
1991年（平成3年）開通。全長203m。川および道路の規模に合わず、長い橋梁であり、付近で唯一の目立つ風景として紹介しているホームページもある。真冬に条件が良ければ、ダイヤモンドダスト、サンピラーが見られる名所。多い時は100台以上の車が来る。

## その他
- 型式:連続曲線鈑桁
- 支間割:（3@33.5m）×2
- 幅員:7.5m
- 鋼重:307t

座標: 北緯43度29分58.0秒 東経142度23分3.5秒